# حصار سفيد (نجف أباد)
حصار سفید (بالفارسية: حصارسفید) هي قرية تقع في إيران في Najafabad Rural District. يقدر عدد سكانها بـ 217 نسمة بحسب إحصاء 2016.